# Internationale Kurzfilmtage Winterthur
O Festival Internacional de Curtas-Metragens de Winterthur (em alemão: Internationale Kurzfilmtage Winterthur)  é um festival de curtas que acontece anualmente em novembro, e é organizado pela associação de mesmo nome na cidade de Winterthur. O evento dura seis dias e é considerado o festival de curtas mais importante da Suíça e um dos mais importantes da Europa. É um evento dedicado ao curta-metragem nacional e internacional.

## História
Em 1997, membros do Filmfoyer Winterthur e do Niche Cinema iniciaram um projeto piloto e organizaram um evento de dois dias sob o título: «1. Winterthurer Kurzfilmtage », onde foram exibidos apenas curtas-metragens. O foco foram filmes suíços e obras de países vizinhos de língua alemã, complementados por filmes do país anfitrião, a Polónia. Cerca de mil visitantes compareceram ao Alte Kaserne para o 1º Festival de Curtas de Winterthur. O interesse do público levou os organizadores a fundar a associação “Kurzfilmtage Winterthur” para possibilitar a continuação do evento. Depois de dois anos, o Cinema Loge foi adicionado como um segundo espaço, além do quartel.
O Casinotheater Winterthur é o centro do festival desde 2002 e, em 2009, um novo grande local foi adicionado com o Theatre Winterthur. O festival exibe anualmente mais de 200 curtas-metragens, dos quais cerca de 70 são exibidos em competição (competição suíça e internacional, bem como competição do Swiss Film School Day) e cerca de 150 no contexto de programas com curadoria. Ao longo dos seis dias de festival, o festival de 2019 registrou 17.500 visitantes.